# Antônio da Gama
Antônio da Gama ou Antônio da Gama Pereira (Funchal, 1520 - Lisboa, 30 de março de 1595) foi um jurisconsulto português que atuou como professor universitário e, posteriormente, como Desembargador de Agravos da Casa da Suplicação, Chanceler e, finalmente, Desembargador do Paço. Frequentou a Universidade de Bolonha, mas foi chamado de volta ao reino por D. João III. Floresceu nos reinados de de D. João III, D. Sebastião e D. Filipe I. 

## Biografia
Nascido na cidade de Funchal, capital da Ilha da Madeira, em 1520, foi filho do Lourenço Vaz da Gama Pereira e de Branca Homem de Gouveia. Aprendeu as letras latinas rapidamente, dando grandes mostras de talento. Estudou, a partir de 1537, direito civil na Universidade de Coimbra, tendo por professor Gonçalo Vaz Pinto, que era lente de prima. Tornou-se bacharel em 1543 e, três anos depois, em 23 de fevereiro de 1546, levou, por oposição, a Cadeira do Código. Dirigiu-se, então, à afamada Universidade de Bolonha, no Collegium Hispanicum, mas foi chamado de volta ao Reino português por D. João III, que o nomeou Desembargador de Agravos da Casa da Suplicação. Posteriormente, tornou-se Chanceler e Desembargador do Paço. Sua carreira distinguiu-se da de outros jurisconsultos portugueses, que tiveram de atuar longos anos até serem nomeados a esses altos cargos da justiça. Casou-se com D. Branca Paes, filha de Mateus Esteves e D. Violante de Abreu. Com ela, teve Luiz da Gama Pereira, que se tornaria Corregedor do Crime da Corte, Desembargador de Agravos e, por fim, do Paço. Morreu em Lisboa, aos 75 anos, tendo sido sepultado no Convento de Santo Elói.

## Obras
Segundo consta nos dicionários bibiliográficos, o autor compôs duas obras:
- Decisiones Supremi Senatus Regni Lusitani
- Tractatus de Sacramentis praestandis, ultimo suplicio damnatis, de eorum testamentis, anatomia et sepulcris

As Decisiones, publicadas originalmente em Lisboa em 1578, são uma compilação de casos julgados na Casa da Suplicação, onde o autor atuou como Desembargador de Agravos. A compilação foi feita por ordem de D. Sebastião. Segundo Raimundo Nogueira, "[e]m cada  uma das decisões propõe com bastante clareza o estado da questão, o seu voto e a sentença da relação: não é difuso, e reputa-se um dos nossos melhores reinícolas" As Decisiones foram reimpresas até 1735e Cândido Mendes de Almeida opinava, ao fim do séc. XIX, que a obra ainda era bastante útil: "(...) posto que escrita tendo em vista o Código Manuelino, pode-se e, de feito, sempre se compreendeu o autor o autor como intérprete do Filipino, cujas disposições, em geral, eram idênticas às daquele".  Originalmente, a obra continha 390 decisiones, mas edições posteriores contêm algumas adicionadas. A grande parte desse corpus lida diretamente com o direito privado, sobretudo com assuntos como contratos, casamento e doações. 